# John Marshall
För andra personer med samma namn, se John Marshall (olika betydelser)
John Marshall, född 24 september 1755 i Germantown i dåvarande Kolonin Virginia (i nuvarande Fauquier County, Virginia), död 6 juli 1835 i Philadelphia, Pennsylvania, var en amerikansk jurist och politiker.
Marshall var en viktig ledare för federalistpartiet, som ville ha en stark federal statsmakt för att reglera det ekonomiska livet i den nya nationen. Han var ledamot av representanthuset mellan åren 1799–1800. Mellan åren 1800–1801 var han USA:s utrikesminister (Secretary of State).
År 1801 utsågs Marshall av president John Adams till posten som chefsdomare i USA:s högsta domstol efter Oliver Ellsworths avgång. Marshall innehade posten till sin död och blev den långvarigaste chefsdomaren i Högsta domstolens historia.
Ett av de viktigaste rättsfallen under Marshalls tid som chefsdomare var Marbury mot Madison (1803) som upphävde en paragraf i Domstolslagen från 1789 (Judiciary Act of 1789) därför att den olovligen utsträckte Högsta domstolens jurisdiktion för mycket. Detta var första gången som Högsta domstolen fann att en lag antagen av kongressen stod i strid med den amerikanska konstitutionen. I och med domslutet etablerades lagprövningsrätten, det vill säga rätten för Högsta domstolen att underkänna lagar som strider mot konstitutionen.
Marshalls tid som chefsdomare varade under sex presidenter (John Adams, Thomas Jefferson, James Madison, James Monroe, John Quincy Adams och Andrew Jackson).